# Logistikøkonom
Logistikøkonom (tidligere kaldet Transportlogistiker) er en uddannelse inden for international logistik, økonomi, organisation og jura.
Uddannelsen til logistikøkonom er en 2-årig kort videregående uddannelse (KVU).
Studiet foregår på erhvervsakademier i Køge, København, Vejle og Hobro. Det er muligt at læse uddannelsen på dansk eller engelsk. Uddannelsens internationale navn er Logistics Management.
Forudsætningen for at blive optaget er en gymnasial uddannelse eller en erhvervsuddannelse inden for kontorområdet samt specifikke adgangskrav.
Hovedfagene er logistik og supply chain management.

## Almen del
- Samfundsmæssige perspektiver ved transport og logistik
- Indkøb
- Produktion
- Distribution
- Informationsstyring i forsyningskæden
- Økonomi
- Jura
- Statistik
- Engelsk
- Organisation

## Virksomheden
- Virksomhedens organisation
- Logistik
- Regnskab
- Ledelse
- Indkøb
- Lagerstyring
- Produktion
- Prisberegninger
- Internationale betalinger
- Aftaler om køb, salg og levering samt andre juridiske forhold

## Markeder
- Markedsføring
- Analyser af kundetilfredshed
- Virksomhedens konkurrenceevne
- Kvalitet
- Internationale reguleringer
- Toldregler
- Kulturelle og politiske forhold i forskellige regioner, lande eller områder

## Transport
- Transportformer til lands, til vands og i luften
- Forsikring og transport
- Effektiv planlægning og planlægningsværktøjer
- Løsning af konkrete transport– og logistikopgaver

## Teknologi
- Brug af computere og programmer til effektiv og miljørigtig analyse
- Planlægning og gennemførelse af interne og eksterne transporter

## Individuel del
Denne del af studiet indeholder en praktikperiode på 10 uger. Denne ligger på fjerde semester.

## Afsluttende projekt
I det afsluttende projekt skal den studerende løse en logistisk problemstilling for en virksomhed.

## Optagelseskrav
Uddannelsen henvender sig primært til to grupper:
- Unge, som har en erhvervsuddannelse (EUD) inden for kontorområdet,
- Unge med hhx, stx, hf eller htx

Herudover stilles følgende krav:
- Engelsk på niveau B på EUD
- 2. fremmedsprog på niveau C
- Matematik på niveau C

## Jobmuligheder
Inden for logistik, transport, luftfart eller forsyningsvirksomhed generelt. Typiske arbejdssteder vil være i produktions-, handels- eller servicevirksomheder, hos speditører, shippingfirmaer, rederier eller luftfartsselskaber, både på hjemmemarkedet og internationalt.
Listen over mulige job er på ingen måde udtømmende – men typiske job med udgangspunkt i denne uddannelse kunne være:
- Logistikassistent
- Shippingmedarbejder
- Speditør
- Logistikanalytiker
- Eksportmedarbejder
- Projektleder
- Planlægger
- IT-projektleder
- Markedsføringsassistent
- Mellemleder

## Videreuddannelse
Uddannelsen giver muligheder for merit til videregående studier på universiteter og handelshøjskoler både i Danmark og i udlandet.
Man kan f.eks. blive optaget på Syddansk Universitet og videreuddanne sig med en HD 2. del, hvor der findes en særlig logistiklinje.
HD-specialiseringen henvender sig til nuværende og kommende ledere inden for logistik- og indkøbsområdet. Den kvalificerer til at planlægge og styre komplekse vare- og informationsstrømme under hensyn til skærpede kundekrav og krav om omkostningseffektivitet. 
Man kan også vælge at videreuddanne dig inden for økonomi og regnskab.
En anden mulighed efter man er færdig som logistikøkonom er at tage et år mere f.eks. på University of Huddersfield i England og opnå en bachelorgrad i lufthavnslogistik eller strategi.
Herefter kan man på et af de danske universiteter gå videre med en master, og i sidste ende erhverve en doktorgrad eller en ph.d.-grad.